# Fallen Astronaut

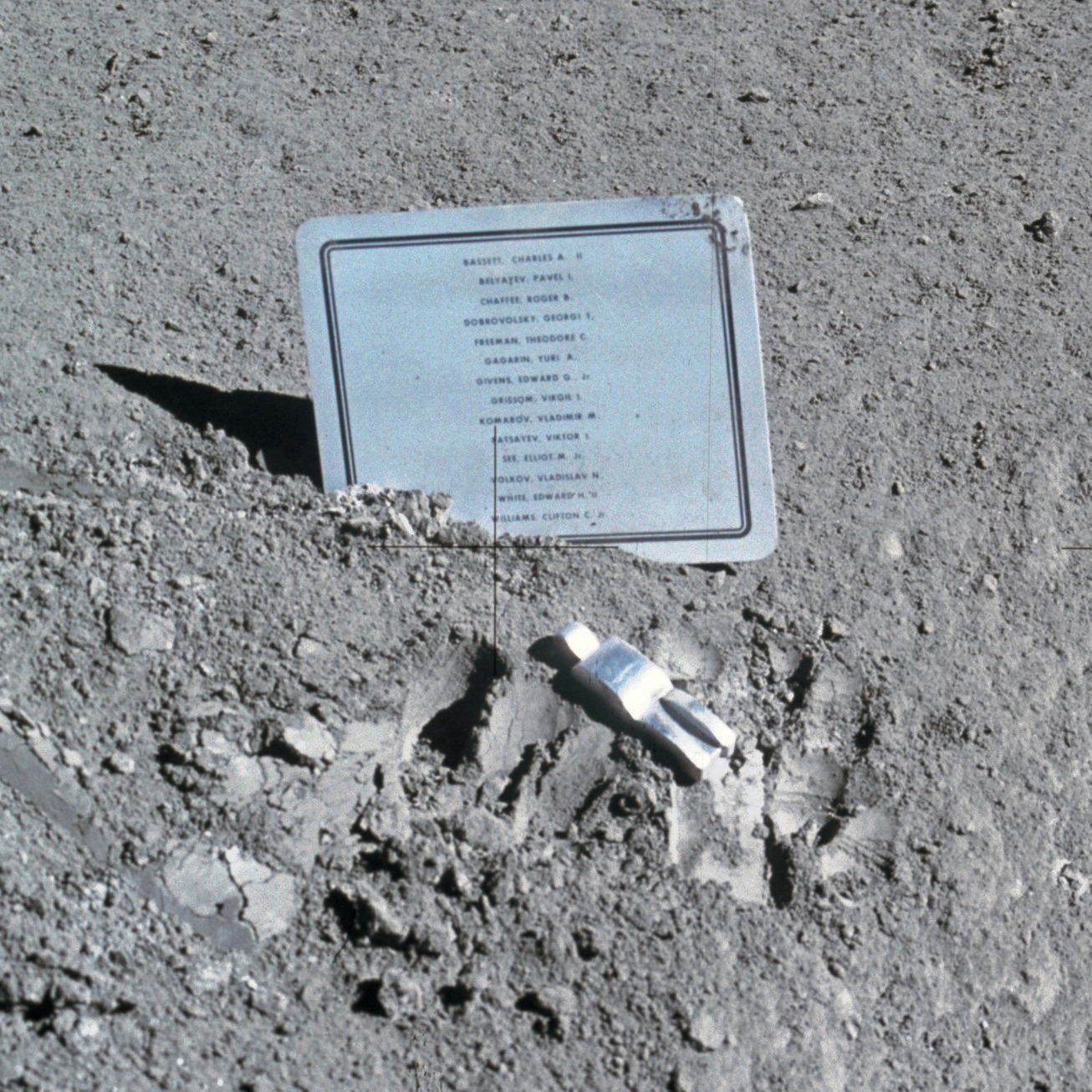
Il Fallen Astronaut e la targhetta commemorativa sul suolo lunare.

Fallen Astronaut (letteralmente: "Astronauta Caduto") è una scultura in alluminio alta 8,5 centimetri che rappresenta la figura stilizzata di un astronauta in tuta spaziale. Fu posata sulla superficie della Luna durante la missione Apollo 15 e al momento è l'unico manufatto artistico che l'uomo ha lasciato sul suolo extraterrestre.
Questa scultura rappresenta uno dei primi esempi di arte portata nello spazio; fu preceduta nel 1969 dal The Moon Museum, una minuscola opera d'arte (di dimensioni paragonabili a quelle di un microchip) installata a bordo del razzo Saturn V che portò in orbita gli astronauti della missione Apollo 12.

## Il progetto
La statuetta fu creata dallo scultore belga Paul Van Hoeydonck specializzato in soggetti riguardanti lo spazio. Gli venne commissionata dall'astronauta David Scott durante un incontro a cena. A Van Hoeydonck fu richiesto di creare una piccola scultura per commemorare gli astronauti e i cosmonauti deceduti nello spazio e per celebrare il progresso dell'esplorazione spaziale. Siccome la scultura avrebbe dovuto viaggiare nello spazio ed essere esposta alle condizioni estreme della superficie lunare, l'artista ricevette precise istruzioni sulle dimensioni, sul peso e sul materiale da utilizzare per la sua realizzazione.
Per soddisfare i requisiti richiesti di leggerezza e robustezza, venne scelto come materiale l'alluminio che ha anche il vantaggio di poter resistere alle forti escursioni termiche lunari senza deformarsi. Van Hoeydonck ricevette precise istruzioni anche sul soggetto che avrebbe dovuto rappresentare: la figura non avrebbe dovuto essere identificabile in un sesso preciso né in una precisa etnia. Sia l'artista che il committente, per evitare ogni speculazione commerciale del progetto artistico, concordarono che l'opera non avrebbe dovuto riportare la firma dell'artista e che lo stesso nome dello scultore non avrebbe dovuto essere divulgato al pubblico.

## IlFallen Astronautsulla Luna
Il Fallen Astronaut fu portato sulla Luna nel 1971 dagli astronauti della missione Apollo 15 e venne lasciato sul suolo lunare il 2 agosto EDT durante l'ultima delle tre attività extraveicolare compiute sulla Luna da David Scott e James Irwin. Durante queste ultime fasi della missione Scott aveva il compito di guidare il rover lunare a una certa distanza dal Modulo Lunare Apollo (LEM) e di posizionare la telecamera che, comandata da terra, avrebbe permesso di registrare le immagini del distacco dalla superficie del modulo di risalita. Prima di abbandonare il rover nella sua sede definitiva, Scott vi lasciò una piccola Bibbia. Il Fallen Astronaut venne posato a circa 6 metri a nord rispetto a dove il rover era "parcheggiato", in un piccolo cratere meteoritico situato nella parte sud occidentale del Mare Imbrium. Sul suolo, vicino alla scultura, venne posata una piccola targa metallica con i nomi, in ordine rigorosamente alfabetico, di 14 astronauti deceduti, otto statunitensi e sei sovietici:
- Charles Bassett (morto il 28 febbraio 1966 per un incidente aereo a bordo di un Northrop T-38 Talon)
- Pavel Beljaev (10 gennaio 1970, peritonite)
- Roger Chaffee (27 gennaio 1967, incendio sull'Apollo 1)
- Georgij Dobrovol'skij (30 giugno 1971, perdita pressurizzazione durante il rientro del Sojuz 11)
- Theodore Freeman (31 ottobre 1964, incidente aereo a bordo di un Northrop T-38 Talon)
- Jurij Gagarin (27 marzo 1968, incidente aereo a bordo in un Mikoyan-Gurevich MiG-15)
- Edward Givens (6 giugno 1967 incidente automobilistico)
- Virgil Grissom (27 gennaio 1967, incendio sull'Apollo 1)
- Vladimir Michajlovič Komarov (24 aprile 1967, malfunzionamento del paracadute durante il rientro del Sojuz 1)
- Viktor Ivanovič Pacaev (30 giugno 1971, perdita pressurizzazione durante il rientro del Sojuz 11)
- Elliot See (28 febbraio 1966, incidente aereo a bordo di un Northrop T-38 Talon)
- Vladislav Volkov (30 giugno 1971, perdita pressurizzazione durante il rientro del Sojuz 11)
- Edward White (27 gennaio 1967, incendio sull'Apollo 1)
- C.C. Williams (5 ottobre 1967, incidente aereo a bordo del Northrop T-38 Talon)

Dei quattordici uomini commemorati, otto erano astronauti americani e sei cosmonauti sovietici, tutti deceduti sia per cause di servizio sia in altre circostanze. Il centro di controllo missione di Houston era all'oscuro delle intenzioni dell'equipaggio dell'Apollo 15 ma, anche se privo di ufficialità, il Fallen Astronaut venne posato al suolo con deferenza. Seppure la breve commemorazione fosse priva di qualsiasi intento politico, tuttavia assunse rilievo quale gesto di deferenza di astronauti americani verso colleghi sovietici nel pieno della guerra fredda e della corsa allo spazio. Nelle intenzioni, quindi, si trattò di un evento privato e disinteressato, avvenuto durante una missione spaziale in cui ogni singola operazione, che gli astronauti dovevano eseguire, era stata accuratamente programmata.

## Dopo il rientro a terra
Il pubblico venne a conoscenza della deposizione della statuetta solo dopo il rientro a terra degli astronauti dell'Apollo 15 durante la conferenza stampa post volo. Dopo che l'esistenza del Fallen Astronaut divenne pubblica, il National Air and Space Museum di Washington richiese di poterne realizzare una copia affinché fosse esposta al pubblico. L'equipaggio fu d'accordo, ma pose la condizione che l'esposizione sarebbe dovuta avvenire rispettando il buon gusto e senza pubblicità. Nell'aprile 1972, Van Hoeydonck diede al museo una replica della scultura, ancora oggi esposta assieme alla copia della placca con i nomi dei 14 astronauti deceduti.
Nel maggio del 1972, Scott venne a sapere che Van Hoeydonck stava progettando di realizzare diverse repliche della statuetta per commercializzarle: ritenendo che questa iniziativa sarebbe stata una violazione dello spirito del loro accordo, l'astronauta contattò lo scultore tentando di persuaderlo a rinunciare. L'artista fece cinquanta copie della statua: di queste, una sola venne venduta dalla galleria Richard Foncke di Gand, in Belgio, e molte copie non firmate rimasero in possesso dell'artista, che in seguito, rifiutò di venderle.
Nel 2007 il giornalista Jan Stalmans scrisse a Van Hoeydonck chiedendogli quante copie fossero in circolazione e l'artista confermò che non aveva ricevuto un centesimo ad eccezione della copia venduta dalla galleria Richard Foncke, mentre due erano state prestate al National Air and Space Museum e al Palazzo del Parlamento fiammingo.